# Methanoaricia dendrobranchiata
Methanoaricia dendrobranchiata är en ringmaskart som beskrevs av Blake 2000. Methanoaricia dendrobranchiata ingår i släktet Methanoaricia och familjen Orbiniidae.
Artens utbredningsområde är Mexikanska golfen. Inga underarter finns listade i Catalogue of Life.